# Vriesea hygrometrica
Vriesea hygrometrica är en gräsväxtart som först beskrevs av Éduard-François André, och fick sitt nu gällande namn av Lyman Bradford Smith och Colin Stephenson Pittendrigh. Vriesea hygrometrica ingår i släktet Vriesea och familjen Bromeliaceae. Inga underarter finns listade i Catalogue of Life.